# Ladro di Ombre
Ladro di Ombre è il nome di due super criminali immaginari pubblicati dalla DC Comics. Il primo è un ricorrente nemico di Hawkman di nome Carl Sands. Fu creato da Gardner Fox e Joe Kubert, e comparve per la prima volta in The Brave and The Bold n. 36 (luglio 1961). Il secondo, un uomo di nome Hammer, comparve per la prima volta in Vigilante n. 14 (febbraio 1985), e fu creato da Marv Wolfman e Trevor Von Eeden.

## Biografia del personaggio

### Carl Sands

#### Pre-Crisi
Carl Sands era un criminale che conduceva esperimenti sulla proiezione delle ombre mentre era in carcere, cosa che gli permise di entrare in contatto con un esploratore alieno di nome Thar Dan dalla dimensione di Xarapion. In cambio della vita salvata, l'alieno diede a Sands un dispositivo chiamato dimensiometro e un paio di guanti neri che gli permettevano di prendere gli oggetti mentre era in forma ombrosa.
In Justice League of America n. 139, lo Straniero Fantasma lo tirò fuori dal dimensiometro permanentemente.

#### Post-Crisi/Post-Hawkworld
Mentre cresceva in Giappone, l'americano Carl Sands studiò il ninjutsu e divenne un abile sabotatore industriale, accettando somme indicibili per l'ostacolazione e l'eliminazione dei rivali dei suoi clienti. Il criminale thanagariano Byth lo assunse per rubare la nave di Hawkman ed Hawkwoman. Per aiutare Sands nel suo lavoro, Byth gli diede un dimensiometro, un dispositivo su una cintura che fornisce a Sands l'abilità di trasformare il suo corpo in un'ombra (la sua storia pre-Crisi lo vede membro della Injustice Gang, e nemico degli Hawks della Golden Age).
Hawkman infine lo sconfisse, ma il Ladro di Ombre finì per scontrarsi con lui comunque in molte occasioni. Divenne poi un membro della Injustice Gang che entrò in conflitto con Hawkman e i suoi alleati, la Justice League of America. Perse la sua cintura a causa dello Straniero Fantasma, ma ottenne un costume ombra. Infine, vendette la sua anima a Neron in cambio di più potere. Neron gli diede un costume ombra più potente con l'abilità di trasformare le altre persone e gli oggetti in ombre.
Recentemente, il Ladro di Ombre finì alle dipendenze del mercante d'arte Kristopher Roderic. Sands fu inviato ai limiti della Terra in servizio per conto di Roderic, e sperò che i collezionisti senza scrupoli lo avrebbero aiutato a risolvere uno dei suoi problemi.
Durante gli eventi di Crisi d'Identità, il Ladro di Ombre cominciò a dare segni di pazzia e lo vide parlare con il Dimensiometro. Finì per uccidere Firestorm con la spada mistica di Shining Knight. Per aver ucciso Firestorm, fu perseguito da Kate Spencer (alias Manhunter IX).
Il Ladro di Ombre saltò poi fuori come membro della Lega dell'ingiustizia, ed è uno dei super criminali comparsi in Salvation Run.
In DC Universe n. 0 fa parte della Società Segreta di Libra.
Successivamente si alleò con Starbreaker, e utilizzò il potere del sistema di trasporto "Cambio di Ombra" di Shadow Cabinet per incrementare temporaneamente il suo potere. Fu sconfitto poi da Kimiyo Hoshi, e quindi, magari ironicamente, fu terminato quando il secondo Firestorm gli sigillò la bocca per sempre, così da impedirgli di utilizzare di nuovo il suo potere.

#### Carl Hammer
Il secondo Ladro di Ombre è un uomo afro-americano di nome "Carl Hammer". Affermò di aver pagato più di un milione di dollari per il suo costume. La sua prima ed unica comparsa avvenne in Vigilante n. 14.

## Poteri e abilità
Carl Sands utilizza un dimensiometro che gli permette di tramutare il suo corpo in un corpo oscuro a due dimensioni ed intangibile, un'ombra. Mentre il suo vestito è attivo, Sands può muoversi velocemente ed in silenzio su tutte le superfici e tutti i materiali, il tutto senza essere soggetto al contatto o all'attacco fisico. Gli effetti dell'utilizzo prolungato di questo stato sono sconosciuti sebbene, prima della "Crisi sulle Terre infinite", fu affermato che l'abuso del vestito avrebbe potuto accelerare il clima terrestre verso la prossima era glaciale. Successivamente, Starbreaker gli diede il potere di trarre energia dalle ombre altrui e da quelle che lo circondavano, permettendogli di ricavarne così delle armi, creare portali, e addirittura di poter trasformare le ombre altrui in duplicati viventi di sé stessi.
Il costume-ombra di Hammer gli permetteva solamente di essere invisibile e non intangibile.

## Altre comparse
- Il Ladro di Ombre ebbe una comparsa in JLA: Another Nail di Elseworld. Ottenne le sue abilità dalla tecnologia Xaponiana. Fu ricercato da Hawkwoman e Zatanna. Aprì un portale per la dimensione Xaponiana e fuggì, ma si pensa che sia deceduto a causa di una successiva distruzione temporale che afflisse il portale.
- Nel n. 2 della miniserie Kingdom Come di Alex Ross e Mark Waid, un'ombra comparve tra Obsidian e Lightning in un bar frequentato da metaumani. Si pensa che sia il Ladro di Ombre.

## Altri media

### Animazione
- Il Ladro di Ombre è un personaggio importante nella terza stagione di Justice League Unlimited legato al rapporto tra John Stewart e Shayera Hol ed il suo nome viene tradotto in Ladro Ombra. Con il suo debutto in L'ombra del falco (Shadow of the Hawk), pedinò un uomo e una donna che si facevano chiamare Carter Hall e Shayera in Egitto. Qui, Hall scoprì una tomba che si rivelò poi, contenere i corpi di alcuni Thanagariani, così come dei campioni della loro tecnologia e alcuni artefatti. Il Ladro di Ombre tentò di rubare i tesori ma fu fermato da Hawkman, Shayera e Batman. Tuttavia, fuggì quando la tomba cominciò a crollare.
Il personaggio ricompare poi nell'episodio Una storia antica (Ancient History), dove (tramite un database telepatico thanagariano trovato nella tomba, l'abosorbacon) cercò di convincere Carter e Shayera di essere la reincarnazione di Katar Hol e di sua moglia Chay-Ara, i due Thanagariani che vissero durante la dinastia dell'antico Egitto quando i Thanaariani comandavano il popolo egizio. La compagna di Katar, Chay-Ara, portava avanti una relazione con Vashari e i due amanti furono poi avvelenati dal vendicativo sacerdote Hath-Set. Dopo aver saputo cosa accadde, un Katar sconvolto si suicidò. Inizialmente, Shayra pensò che il Ladro fosse la reincarnazione di Hath-Set, ma questi si rivelò essere una manifestazione fisica del lato oscuro della mente di Carter (generato dal suo precedente contatto con l'absorbacon) e di aver fatto tutto ciò per permettergli di vendicarsi del suo rivale e di ritornare con la sua amata. Hawkman, tuttavia, si schierò dalla parte di Lanterna Verde e Hawkgirl, riuscendo a riassorbire il ladro dentro di sé.
- La versione Carl Sands del Ladro di Ombre comparve nell'episodio "What Goes Up" della serie animata The Batman. Comparve prima mentre liberava Maschera Nera dal Manicomio di Arkham. Quindi tentò di rubare una meteora dal sistema stellare Thanagariano. Quando Batman e Robin attaccarono, attaccarono anche gli uomini di Maschera Nera. Il Ladro di Ombre riuscì facilmente a sconfiggerli, e Maschera Nera si preparò ad ucciderli. Hawkman giunse proprio in quell'istante per combattere il Ladro di Ombre. Batman, Hawkman e Robin, quindi, inseguirono il furgone su cui i due criminali tentarono la fuga, quando il Ladro di Ombre ricoprì tutta la Batmobile di ombre e la dirottò verso un burrone. Hawkman, utilizzando la sua enorme forza fisica e le sue ali stupefacenti, salvò il veicolo a mezz'aria. Maschera Nera e il Ladro di Ombre successivamente utilizzarono del Metallo Nth per derubare un deposito di gemme preziose. Il Ladro di Ombre fu visibilmente arrabbiato, quando Maschera Nera non lo scelse come N. 1, sebbene vi rimase leale. Utilizzando della polvere del metallo nth per creare un diversivo, la spruzzò sulle rotaie dei treni della metropolitana, così che il treno sarebbe volato via. Il tutto fu sventato da Batman ed Hawkman che capirono che solo le ruote del treno erano rivestite di polvere di metallo nth e il supereroe alato le distrusse con la sua mazza. Questo colpo annientò l'effetto anti-gravità del metallo e riportò il treno sulla Terra. Quando Batman e Robin misero fuori combattimento Maschera Nera, il Ladro di Ombre espose Robin al metallo nth, ma questi fu salvato da Hawkman. Batman ed il Ladro di Ombre combatterono finché Maschera Nera non riuscì a liberarsi. Lo schianto dell'elicottero fece sì che il fucile taser di Maschera Nera colpisse il Ladro di Ombre, rendendolo solido, e permettendo, così, a Batman e a Robin di sconfiggerlo. Quindi, il Ladro di Ombre cadde di fronte a Maschera Nera quando l'intero deposito di gemme preziose cadde nell'oceano. Successivamente, Hawkman prese il Ladro di Ombre sotto la sua custodia e lo riportò a Midway City.
- Un personaggio mai visto somigliante al Ladro di Ombre ebbe un breve cameo alla fine della canzone di Music Meister (Drives Us Bats...) nell'episodio "Mayhem of the Musci Meister" della serie televisiva Batman: The Brave and The Bold.

### Televisione
- Edward Henson, il "killer ombra" della serie televisiva Lois & Clark - Le nuove avventure di Superman, aveva poteri simili a quelli del Ladro di Ombre. Però, lo descrissero come una condizione fisica permanente di questo Henson.
- Nell'episodio "Prey" dell'ottava stagione della serie televisiva Smallville, un ladro di ombre simile all'originale, di nome Randy Klein, comparve come nemico principale della puntata.